# Dolasilla
 (septembre 2022).
 (septembre 2022).
La mise en forme du texte ne suit pas les recommandations de Wikipédia : il faut le « wikifier ».
Les points d'amélioration suivants sont les cas les plus fréquents. Le détail des points à revoir est peut-être précisé sur la page de discussion.
- Les titres sont pré-formatés par le logiciel. Ils ne sont ni en capitales, ni en gras.
- Le texte ne doit pas être écrit en capitales (les noms de famille non plus), ni en gras, ni en italique, ni en « petit »…
- Le gras n'est utilisé que pour surligner le titre de l'article dans l'introduction, une seule fois.
- L'italique est rarement utilisé : mots en langue étrangère, titres d'œuvres, noms de bateaux, etc.
- Les citations ne sont pas en italique mais en corps de texte normal. Elles sont entourées par des guillemets français : « et ».
- Les listes à puces sont à éviter, des paragraphes rédigés étant largement préférés. Les tableaux sont à réserver à la présentation de données structurées (résultats, etc.).
- Les appels de note de bas de page (petits chiffres en exposant, introduits par l'outil «  Source ») sont à placer entre la fin de phrase et le point final[comme ça].
- Les liens internes (vers d'autres articles de Wikipédia) sont à choisir avec parcimonie. Créez des liens vers des articles approfondissant le sujet. Les termes génériques sans rapport avec le sujet sont à éviter, ainsi que les répétitions de liens vers un même terme.
- Les liens externes sont à placer uniquement dans une section « Liens externes », à la fin de l'article. Ces liens sont à choisir avec parcimonie suivant les règles définies. Si un lien sert de source à l'article, son insertion dans le texte est à faire par les notes de bas de page.
- La présentation des références doit suivre les conventions bibliographiques. Il est recommandé d'utiliser les modèles {{Ouvrage}}, {{Chapitre}}, {{Article}}, {{Lien web}} et/ou {{Bibliographie}}. Le mode d'édition visuel peut mettre en forme automatiquement les références.
- Insérer une infobox (cadre d'informations à droite) n'est pas obligatoire pour parachever la mise en page.

Pour une aide détaillée, merci de consulter Aide:Wikification.
Si vous pensez que ces points ont été résolus, vous pouvez retirer ce bandeau et améliorer la mise en forme d'un autre article.
Dolasilla est une héroïne du monde des légendes du Tyrol du Sud (ou Haut-Adige), plus précisément de l'épopée nationale ladine du royaume de Fanes. 

## Résumé de la légende
Au départ, Dolasilla n'était que la fille du roi de Fanes. Son père, le roi, était un homme avide de pouvoir, toujours à la recherche d'or et d'argent. Alors qu'il cherche ces métaux précieux avec ses hommes dans les environs de Canazei, il parvient à capturer un groupe de nains auxquels il leur prend des objets de grande valeur pour ces derniers. Désolée pour ces nains, Dolasilla craint aussi leur éventuelle vengeance. Elle rend donc aux nains ce qu'il leur a été volé, à l'insu de son père. En guise de remerciement, les nains lui offrent une armure blanche qui doit la protéger des flèches. Ils prédisent qu'elle deviendra une grande guerrière. Mais ils la mettent aussi en garde. Si l'armure s'assombrit un jour, elle ne doit pas aller au combat, sinon elle mourra. Enfin, elle ne sera une grande guerrière que tant qu'elle ne se mariera pas. De plus, les nains annoncent à Dolasilla que quelque chose va bientôt naître au lac d'argent (lad. Lek d'ardyent) tout proche.
Le roi est tout d'abord contrarié que Dolasilla ait rendu ce qu'il avait volé aux nains, mais la perspective de voir sa fille devenir une grande guerrière lui redonne vite le sourire. Au bout de deux ans, il demande à voir ce qui a poussé au lac d'argent. Ses hommes y trouvent des roseaux d'argent et découvrent qu'on peut en faire des flèches magiques infaillibles.

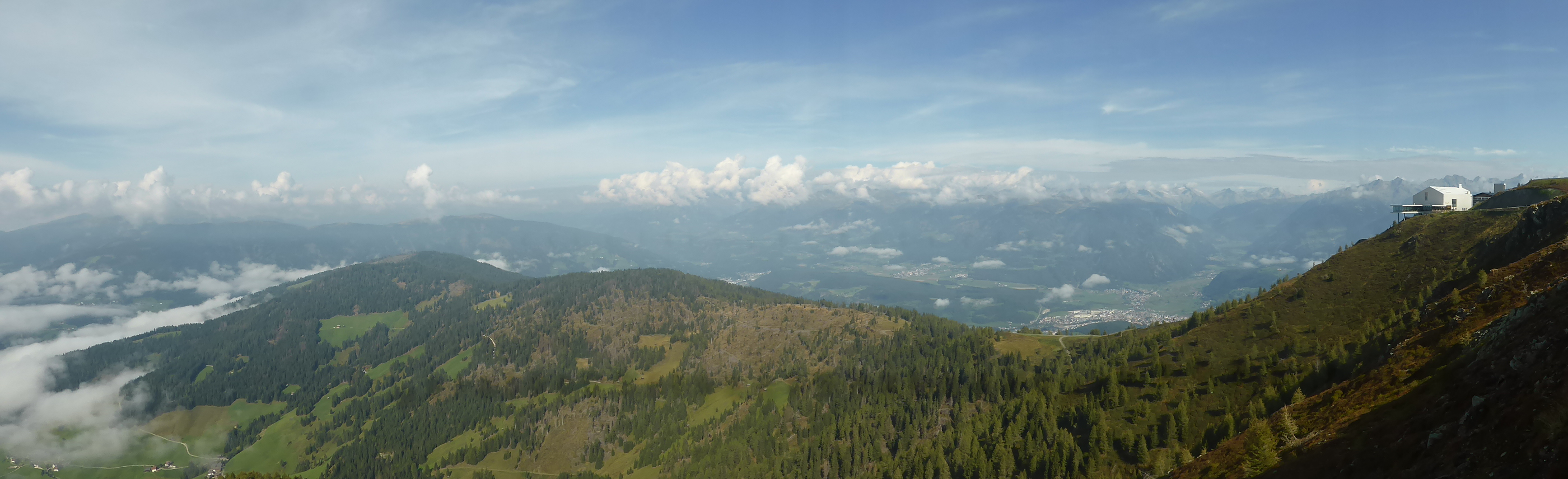
Vue depuis le Plan de Corones (Kronplatz) dans le Tyrol du Sud.

Grâce à Dolasilla et à son armure blanche et ses flèches magiques, le peuple de Fanes va de victoire en victoire. En guise de remerciement, le roi fait couronner sa fille d'une pierre précieuse sur le Plan de Corones (Kronplatz). Mais dans un rêve, Dolasilla voit apparaître l'un des ennemis qu'elle a tué, qui la met en garde: si elle se lance dans la bataille à l'aide des sortilèges, cela ne peut durer. Dolasilla et sa mère, la reine, prennent alors peur, mais le roi insiste pour que Dolasilla continue à se battre avec les flèches magiques.

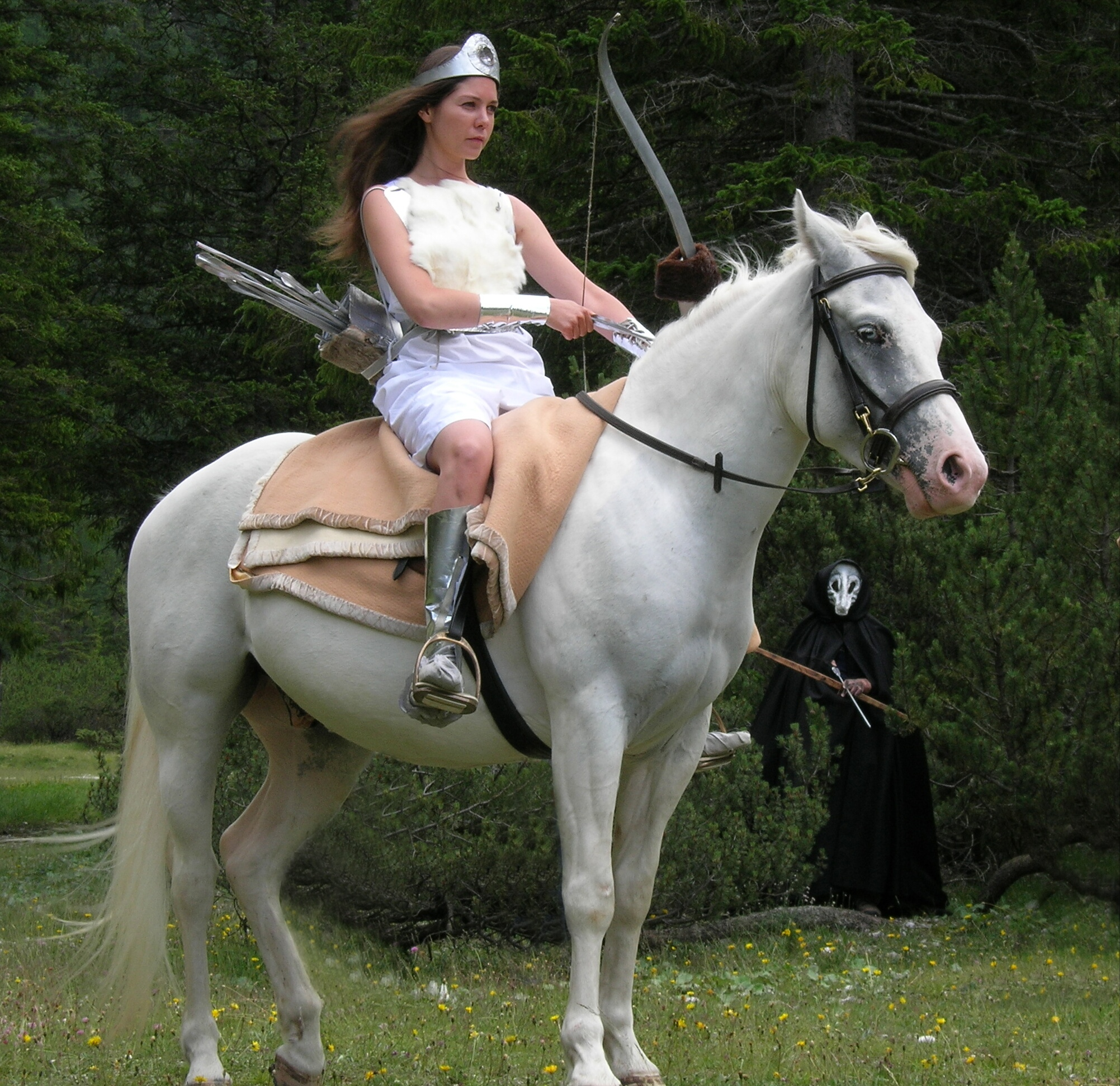
Dolasilla dans le film Le Royaume des Fanes de Susy Rottonara, Roland Verra, Hans Peter Karbon

Pendant ce temps, le sorcier Spina de Mul tente de forger une nouvelle grande alliance contre le royaume de Fanes. Il convoite la pierre précieuse avec laquelle Dolasilla a été couronnée. Il convainc le héros Ey de Net (« œil de nuit ») de l'aider. Leur dessein est d'assassiner Dolasilla lors de la prochaine bataille. Mais lorsque Ey de Net aperçoit l'héroïne Dolasilla dans son armure blanche sur son cheval de bataille, il est extrêmement impressionné et renonce à la tuer. Cependant, Spina de Mul, cachée derrière Ey de Net, tire une flèche magique sur Dolasilla et la blesse grièvement.
Ey de Net se sent dès lors trahi par Spina de Mul. Après la bataille, il se range au côté des gens de Fanes et de Dolasilla. Apparemment, l'armure de cette dernière ne peut que repousser les flèches normales, pas les flèches magiques. Mais les nains forgent maintenant un grand bouclier qui peut aussi arrêter les flèches magiques. C'est ce bouclier que porte désormais Ey de Net lorsqu'il accompagne Dolasilla au combat. 
Ey de Net demande finalement la main de Dolasilla à son père. Mais le roi connaît la prophétie selon laquelle Dolasilla perdrait sa force si elle se mariait. De plus, sa soif d'or lui a fait vendre le royaume de Fanes à ses ennemis. Il leur a promis de faire en sorte que lors de la prochaine grande bataille, sa fille Dolasilla ne participe pas au combat, en expulsant Ey de Net du royaume. L'absence de Dolasilla devait faciliter la victoire des ennemis sur les Fanes, si jamais ceux-ci osaient encore aller au combat. Le roi, quant à lui, se retire au mont Lagazuoi pour attendre la défaite de son peuple et recevoir ensuite l'or des ennemis en récompense de sa trahison.
Lorsque Dolasilla apprend qu'Ey de Net a dû quitter le royaume, elle chevauche sans but dans les prairies d'Armenta (près de l'actuel Wengen). Elle rencontre un groupe d'enfants en haillons. Les enfants mendient jusqu'à ce que, par compassion, elle offre à chacun d'eux une de ses flèches infaillibles. Comme il ne lui reste que peu de flèches magiques, elle perd ainsi toutes ses flèches. Or, les enfants ont été envoyés par le sorcier Spina de Mul. C'est ainsi que les ennemis sont également entrés en possession des flèches magiques infaillibles.
La bataille décisive sur la Pralongià (longue prairie, à l'est de Corvara) est imminente. Le matin avant la bataille, sa carapace devient noire. Selon la prophétie des nains, elle est donc sur le point de mourir si elle part au combat. De plus, son compagnon de combat Ey de Net n'est pas là. Mais devant les supplications des Fanes désespérés, Dolasilla ne pense pas pouvoir se soustraire à son devoir.
Les ennemis ne savent pas que la carapace est noire et ne trouvent d'abord pas Dolasilla. Mais ils finissent par se rendre compte de leur erreur et, à l'aide des flèches magiques infaillibles que Spina de Mul avait prises à Dolasilla, ils tuent Dolasilla après un combat acharné et au prix de lourdes pertes. La bataille est ainsi perdue pour les Fanes, un coup dont le royaume des Fanes ne se remettra pas.
Le père de Dolasilla, qui attend au Lagazuoi, ne sait rien de tout cela. Il pense que les ennemis ont eu une victoire facile sur les Fanes et espère maintenant sa récompense. Mais les ennemis se sentent à leur tour trahis, puisque Dolasilla a malgré tout combattu, leur causant de grandes pertes. Ils refusent de donner l'or au roi. Mis au courant de son double malheur, le roi traître se transforme en pierre. C'est ainsi qu'on peut encore le voir aujourd'hui au col de Falzarego, au Lagazuoi.